# Алтуфьевский пруд
Алту́фьевский пруд (Самотёчный) — водоём в районе Лианозово Северо-Восточного административного округа города Москвы. Расположен между Абрамцевской улицей, МКАД, Алтуфьевским шоссе и Вологодским проездом.

## Описание
Площадь пруда составляет 3,5 га, средняя ширина — 85 метров, длина — 480 метров. В южной части есть залив, соответствующий бывшему устью Лианозовского (Абрамцевского) ручья. Пруд питает Алтуфьевская река и водотоки Крутого и Малого оврагов.
Берега водоёма низкие, сухие, укреплены бетонными плитами. В северо-восточной части находится усадьба Алтуфьево и храм Воздвижения Креста Господня.

## История
Алтуфьевский пруд был искусственно создан в пойме Алтуфьевской речки.
Любые пруды с проточной водой ранее именовали самотёчными или самотёками. Так возник первый гидроним водоёма. Название Алтуфьевский произошло от одноименного села, которое ранее располагалось в этой местности. В 1880 году владельцем села стал Георгий Мартынович Лианозов. Он основал дачный посёлок Лианозово, в состав которого вошла данная территория.
В настоящее время водоём используется для околоводного отдыха, купание запрещено.

## Фотогалерея

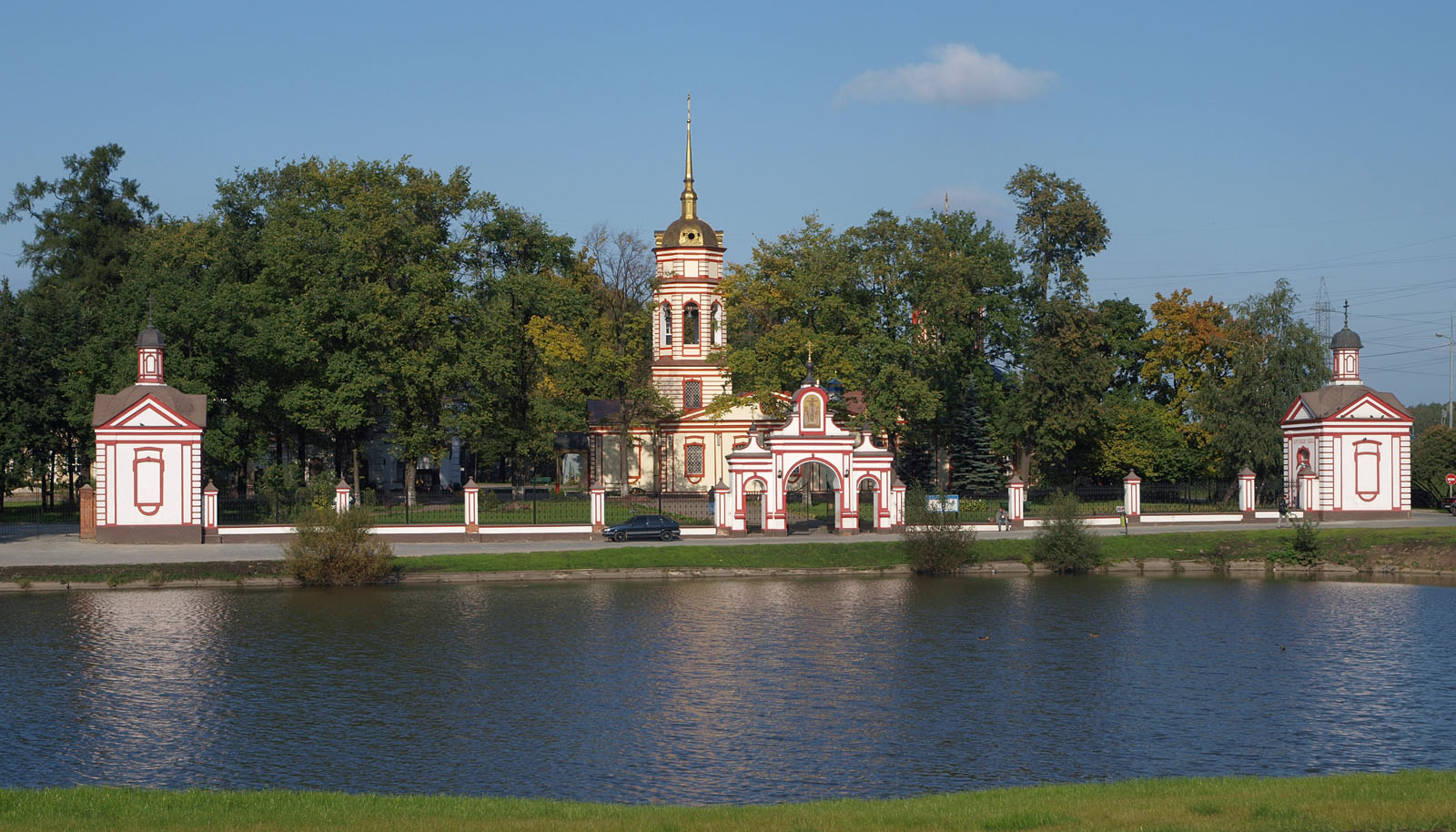
Церковь на берегу пруда, 2008 год
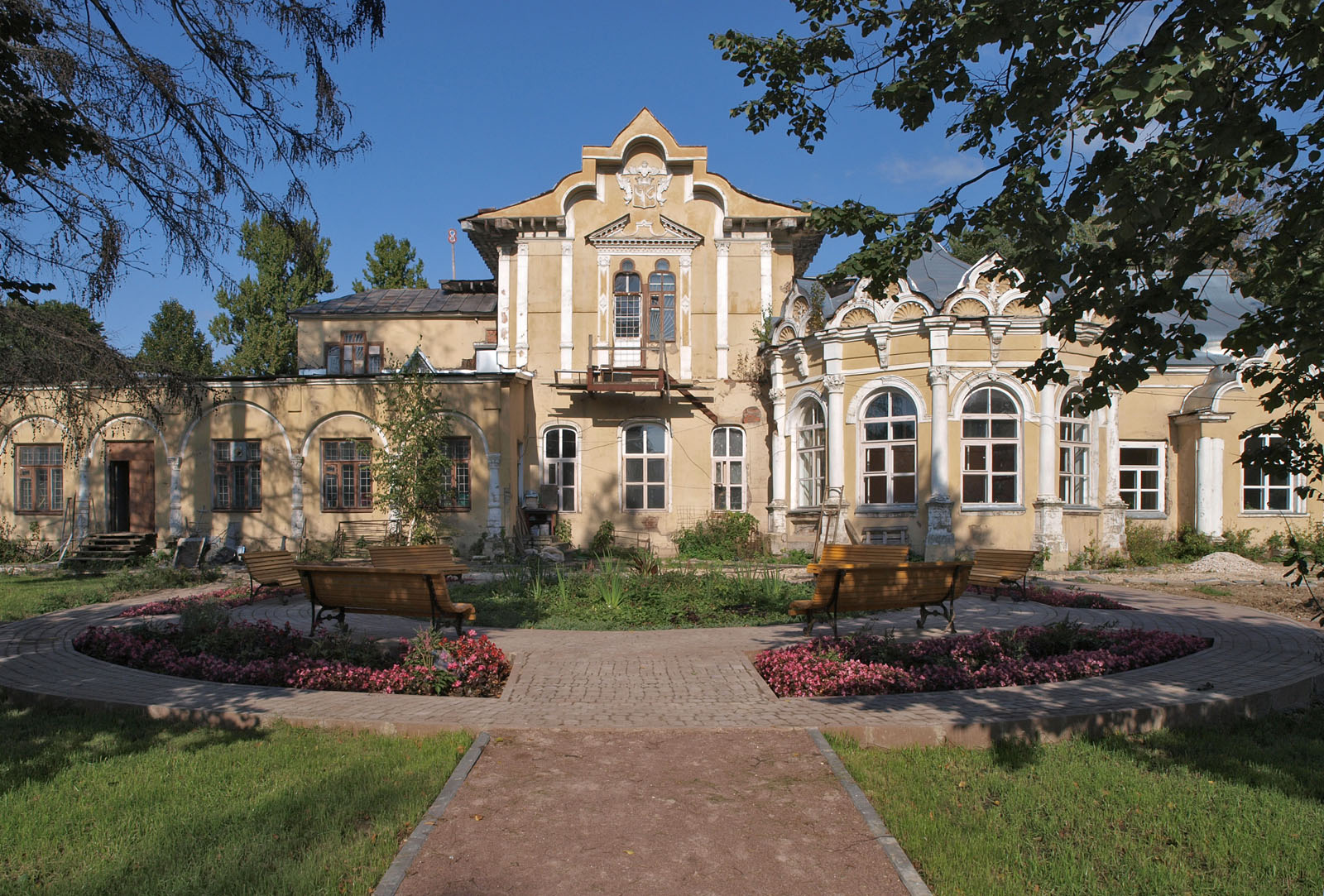
Усадьба Алтуфьево, 2008 год
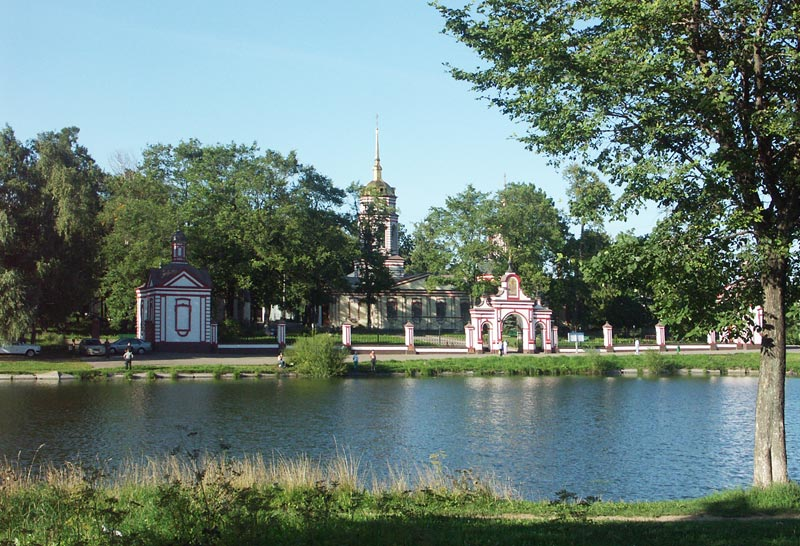
Алтуфьевский пруд, 2008 год